# Distrito Centro (Zaragoza)
El Centro es un distrito o Junta Municipal de Zaragoza (España).

## Reseña
Delimita con los distritos de Delicias, Casco Antiguo, Universidad y San José. Este distrito es el comprendido entre las calles de: El Coso, Espartero, plaza San Miguel, calle Coímbra, avenida de San José, Cesáreo Alierta, Tenor Fleta, Goya, Anselmo Clavé, paseo de María Agustín, Puerta del Carmen y avenida de César Augusto.
La principal calle del distrito y una de las principales de la ciudad es el Paseo de la Independencia, que va desde la plaza de España hasta la plaza de Aragón. Este es el sector comercial y financiero más importante de la ciudad con las sedes de los principales comercios y bancos.
Los monumentos principales son el Paraninfo (antigua Facultad de Medicina), la iglesia de Santa Engracia, la Puerta del Carmen, el Justicia de Aragón, la Capitanía General, el Museo Provincial de Zaragoza, el edificio de Correos y la sede de la Confederación Hidrográfica del Ebro.
Tiene la Biblioteca de Aragón, que es la mayor biblioteca pública de la comunidad autónoma.

El 26 de julio de 2021, la revista Lux Review publicó que el zaragozano Mai Tai Exótico era el mejor cóctel bar y restaurante del mundo.

## Galería
|                         |
| Iglesia Santa Engracia. |

|                                                      |
| Monumento en recuerdo a las víctimas de la Covid-19. |

|                                      |
| Confederación Hidrográfica del Ebro. |

|  |
|  |

|                        |
| Colegio Joaquín Costa. |

|            |
| Paraninfo. |

|                      |
| Museo Pablo Serrano. |

|  |
|  |

|                   |
| Museo Provincial. |

|                                     |
| Monumento a los Sitios de Zaragoza. |

|                    |
| Puerta del Carmen. |

|                      |
| Monumento al Ahorro. |

|                                        |
| Casa palacio de los Condes de Sástago. |

|                            |
| Paseo de la Independencia. |

|  |
|  |

|                           |
| Monumento al Justiciazgo. |

|          |
| Correos. |

|                              |
| Monumento a la Constitución. |

|  |
|  |

|                  |
| Plaza de España. |

|  |
|  |

|  |
|  |

|  |
|  |

|  |
|  |

|  |
|  |

|  |
|  |

|  |
|  |

|  |
|  |

|  |
|  |